# Nissan Presage
Der Nissan Presage ist ein Van des japanischen Automobilherstellers Nissan. Er wurde nur in Hongkong, Singapur, Brunei und Japan angeboten.
Der Name des Presage stammt aus dem Französischen und bedeutet so viel wie Omen.

## Nissan Presage U30 (1998–2003)
Die erste Generation des Presage wurde von Nissan im Juni 1998 als Konkurrenz zu Honda Odyssey und Toyota Estima auf den Markt gebracht. Erhältlich war er mit sieben oder acht Sitzplätzen und einem optionalen Allradantrieb. Viele Komponenten des Wagens wurden aus dem Nissan R’nessa übernommen, obwohl auch einige Bauteile aus dem abgelösten Nissan Bassara stammen.
Die Modelle mit Vorderradantrieb sind mit einer elektronischen Bremskraftverteilung ausgerüstet, die die Bremskraft elektronisch geregelt je nach Zuladung optimal zwischen Vorder- und Hinterrädern verteilt. Dieses System ist mit einem Bremsassistenten gekoppelt, um eine effektive Nutzung der Bremskraft und einen geringeren Pedaldruck zu gewährleisten. Daraus resultiert eine bessere Bremsleistung bei einer Absenkung des nötigen Pedaldrucks in kritischen Situationen, selbst wenn das Fahrzeug stark beladen ist. Bei Versionen mit Allradantrieb funktioniert das System nach dem gleichen Prinzip, jedoch ist die Bremskraftverteilung mit einer lastabhängigen Steuerung mechanisch ausgeführt. Somit wird annähernd eine gleich hohe Bremsleistung erzielt. Alle Rücksitze sind zusammenklappbar, aber nur die zweite Sitzreihe kann auch aus dem Auto ausgebaut werden.
Erhältlich war der Presage mit einem 3,0-Liter V6-Ottomotor und zwei Reihenvierzylindern: ein 2,4-Liter Benziner sowie ein Turbodieselmotor mit 2,5 Litern Hubraum. Als Getriebe diente eine vierstufige Automatik.
Im Zuge einer Modellpflege im August 2001 wurden die Vierzylinder aus dem Angebot gestrichen und durch einen Benzinmotor mit 2,5 Litern Hubraum, der ebenfalls als Reihenvierzylinder ausgelegt war, ersetzt. Zusätzlich wurden geringe optische Änderungen vorgenommen und die sportliche Ausstattungsvariante Highway Star ergänzt.

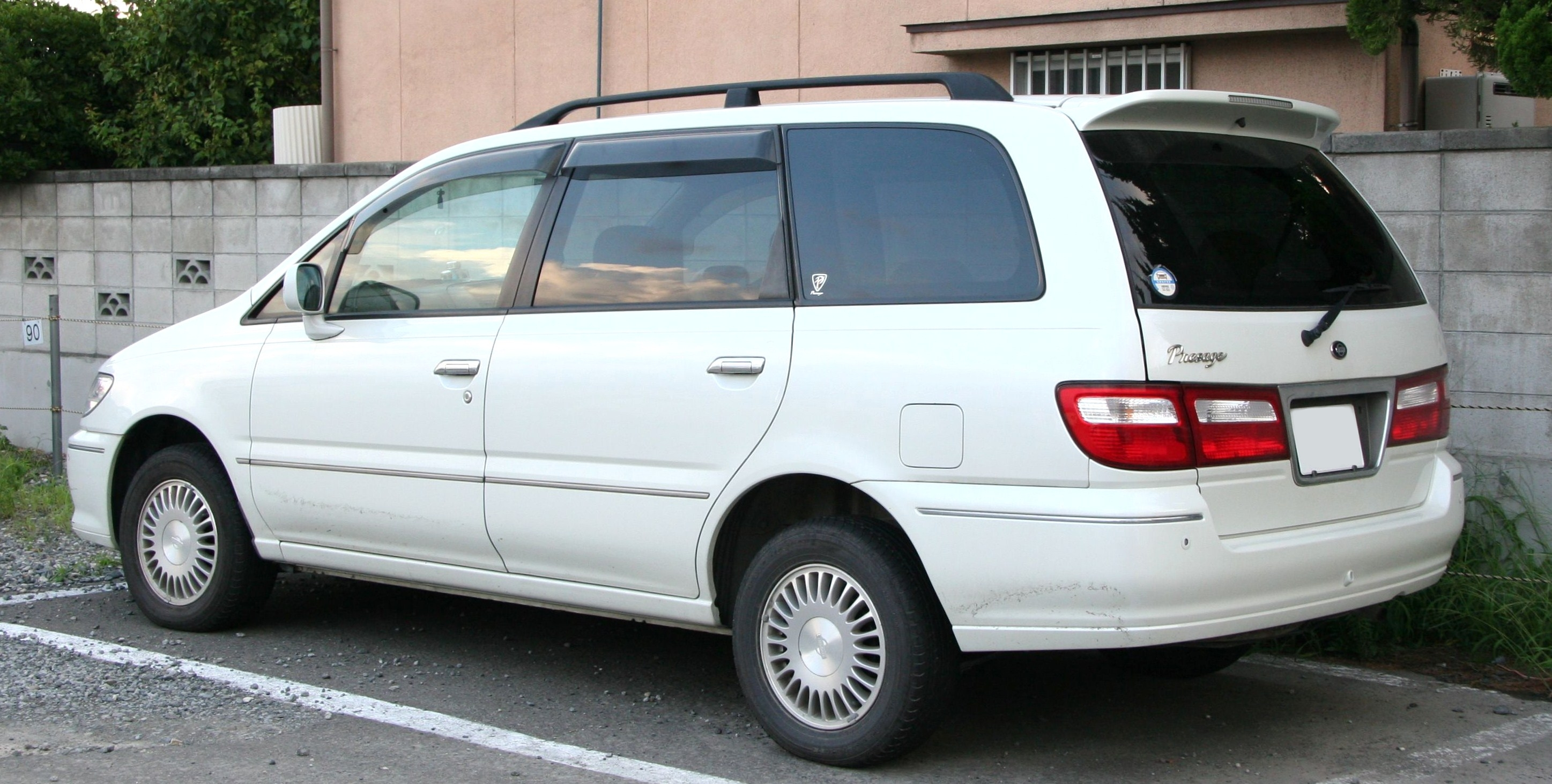
Heckansicht
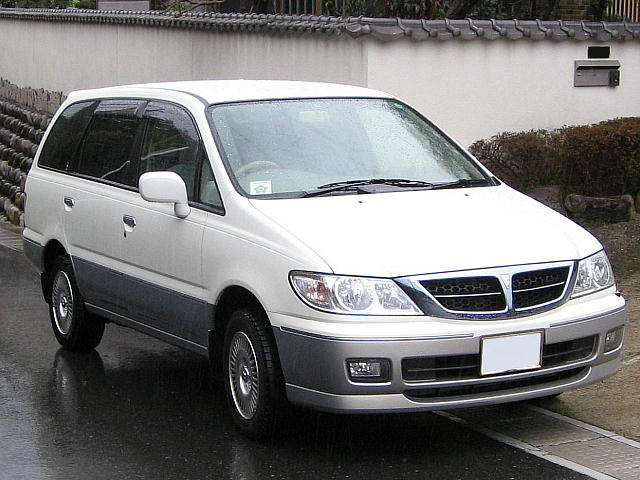
Faceliftmodell des Presage (2001–2003)
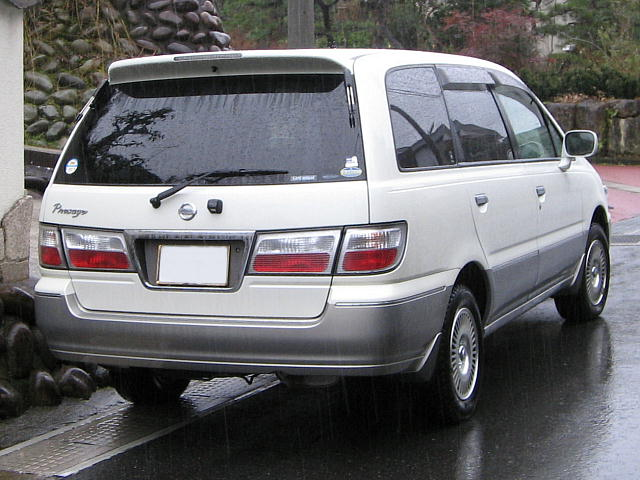
Heckansicht Faceliftmodell
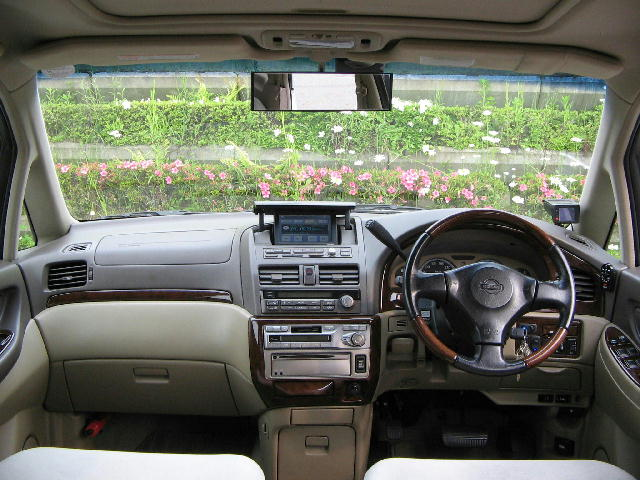
Interieur

| Nissan Presage U30                            | 2.4                                          | 2.5                                          | 3.0                                          | 2.5 Di                                       |
| --------------------------------------------- | -------------------------------------------- | -------------------------------------------- | -------------------------------------------- | -------------------------------------------- |
| Bauzeitraum:                                  | 1998–2001                                    | 2001–2003                                    | 1998–2003                                    | 1998–2001                                    |
| Motor:                                        | 4-Zylinder-Ottomotor in Reihenbauweise       | 6-Zylinder-V-Ottomotor                       | 6-Zylinder-V-Ottomotor                       | 4-Zylinder-Dieselmotor in Reihenbauweise     |
| Hubraum:                                      | 2388 cm³                                     | 2488 cm³                                     | 2987 cm³                                     | 2488 cm³                                     |
| Motortyp:                                     | KA24DE                                       | QR25DE                                       | VQ30DE                                       | YD25DDTi                                     |
| Bohrung × Hub:                                | 89,0 × 96,0 mm                               | 89,0 × 100,0 mm                              | 93,0 × 73,3 mm                               | 89,0 × 100,0 mm                              |
| Leistung bei 1/min:                           | 110 kW (150 PS) bei 5600                     | 121 kW (165 PS) bei 6000                     | 162 kW (220 PS) bei 6400                     | 110 kW (150 PS) bei 4000                     |
| Max. Drehmoment bei 1/min:                    | 216 Nm bei 4400                              | 233 Nm bei 4000                              | 279 Nm bei 4400                              | 275 Nm bei 1800                              |
| Verdichtung:                                  | 9,2:1                                        | 9,5:1                                        | 10,0:1                                       | 17,5:1                                       |
| Gemischaufbereitung:                          | Elektronische Benzineinspritzung             | Elektronische Benzineinspritzung             | Elektronische Benzineinspritzung             | Elektronische Dieseleinspritzung             |
| Ventilsteuerung:                              | DOHC, 4 Ventile pro Zylinder                 | DOHC, 4 Ventile pro Zylinder                 | DOHC, 4 Ventile pro Zylinder                 | DOHC, 4 Ventile pro Zylinder                 |
| Kühlung:                                      | Wasserkühlung                                | Wasserkühlung                                | Wasserkühlung                                | Wasserkühlung                                |
| Getriebe:                                     | 4-Gang-Automatik                             | 4-Gang-Automatik                             | 4-Gang-Automatik                             | 4-Gang-Automatik                             |
| Antrieb, serienmäßig:                         | Vorderradantrieb                             | Vorderradantrieb                             | Vorderradantrieb                             | Vorderradantrieb                             |
| Antrieb, optional:                            | Allradantrieb                                | Allradantrieb                                | —                                            | Allradantrieb                                |
| Bremsen:                                      | Scheibenbremsen rundum, Bremskraftverstärker | Scheibenbremsen rundum, Bremskraftverstärker | Scheibenbremsen rundum, Bremskraftverstärker | Scheibenbremsen rundum, Bremskraftverstärker |
| Lenkung:                                      | Zahnstangenlenkung, servounterstützt         | Zahnstangenlenkung, servounterstützt         | Zahnstangenlenkung, servounterstützt         | Zahnstangenlenkung, servounterstützt         |
| Spurweite vorn/hinten:                        | 1535/1515–1520 mm                            | 1535/1515–1520 mm                            | 1535/1515–1520 mm                            | 1535/1515–1520 mm                            |
| Radstand:                                     | 2800 mm                                      | 2800 mm                                      | 2800 mm                                      | 2800 mm                                      |
| Abmessungen:                                  | 4755 × 1770 × 1700–1725 mm                   | 4755 × 1770 × 1700–1725 mm                   | 4755 × 1770 × 1700–1725 mm                   | 4755 × 1770 × 1700–1725 mm                   |
| Leergewicht:                                  | 1590–1740 kg                                 | 1550–1660 kg                                 | 1620–1630 kg                                 | 1700–1810 kg                                 |
| Verbrauch (Liter/100 Kilometer, jap. Zyklus): | 10,9–11,9 N                                  | 9,5–9,8 S                                    | 11,4 S                                       | 7,6–8,5 D                                    |

## Nissan Presage U31 (2003–2009)
Im Jahr 2003 debütierte die zweite Generation des Presage, die wie schon das Mittelklassefahrzeug Nissan Teana auf der L-Plattform des Konzerns basiert. Der U31 bot eine umwandelbare Sitzkonfiguration mit sieben oder acht Sitzplätzen und die hinteren Seitentüren waren nun als Schiebetüren ausgeführt. Um das Zurücksetzen zu erleichtern, wurde eine Rückfahrkamera angeboten. Erneut gab es eine sportliche Variante namens Highway Star.
Als Motorisierung waren nur zwei Benzinmotoren erhältlich. Ein Reihenvierzylinder mit 2,5 Litern Hubraum in Kombination mit einem Automatikgetriebe mit vier Gängen und ein 3,5-Liter-V6, der nur mit einem stufenlosen Getriebe erhältlich war, befanden sich im Angebot. Wie schon beim Vorgängermodell war auch beim U31 ein optionaler Allradantrieb erhältlich.

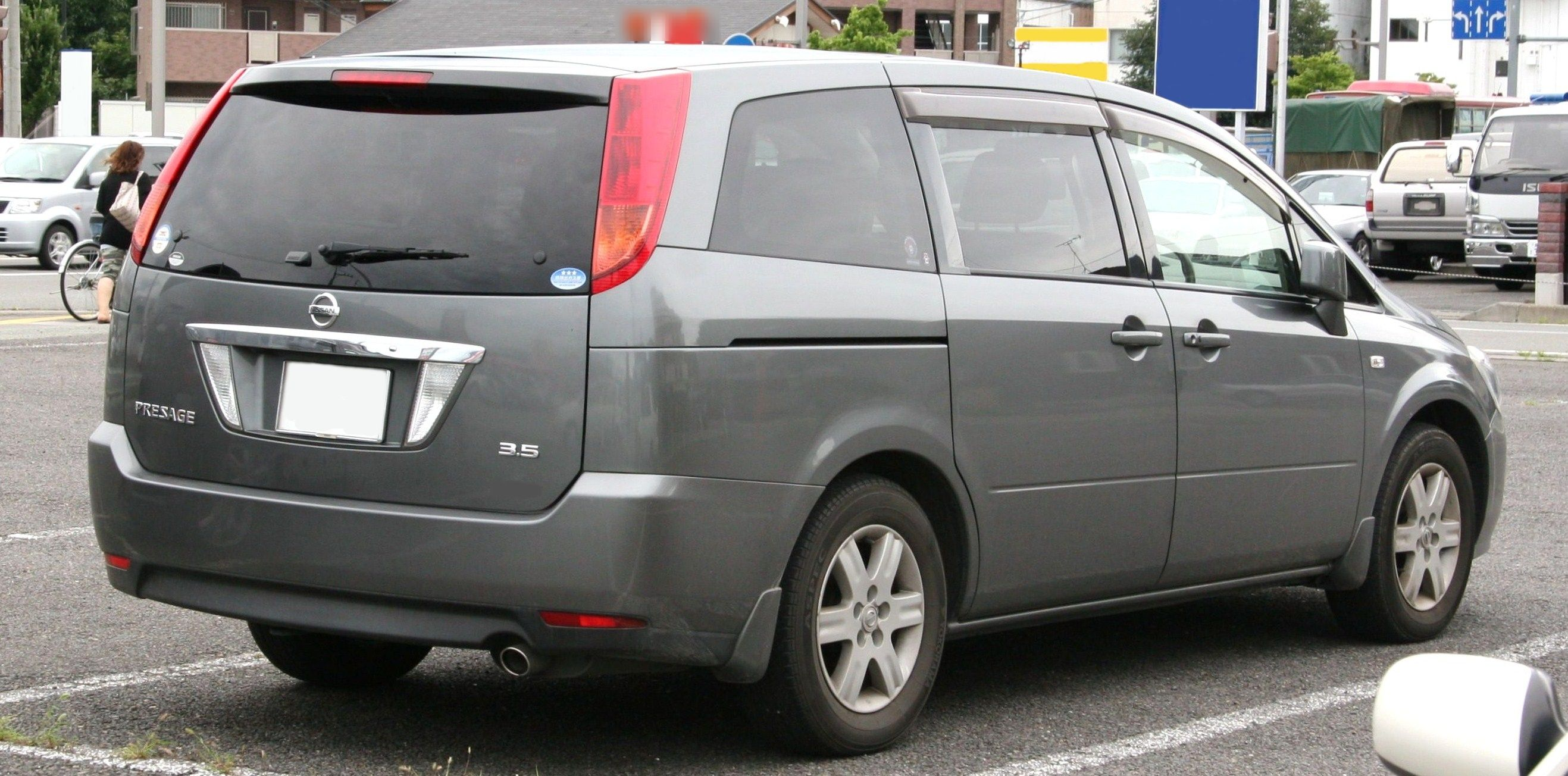
Heckansicht
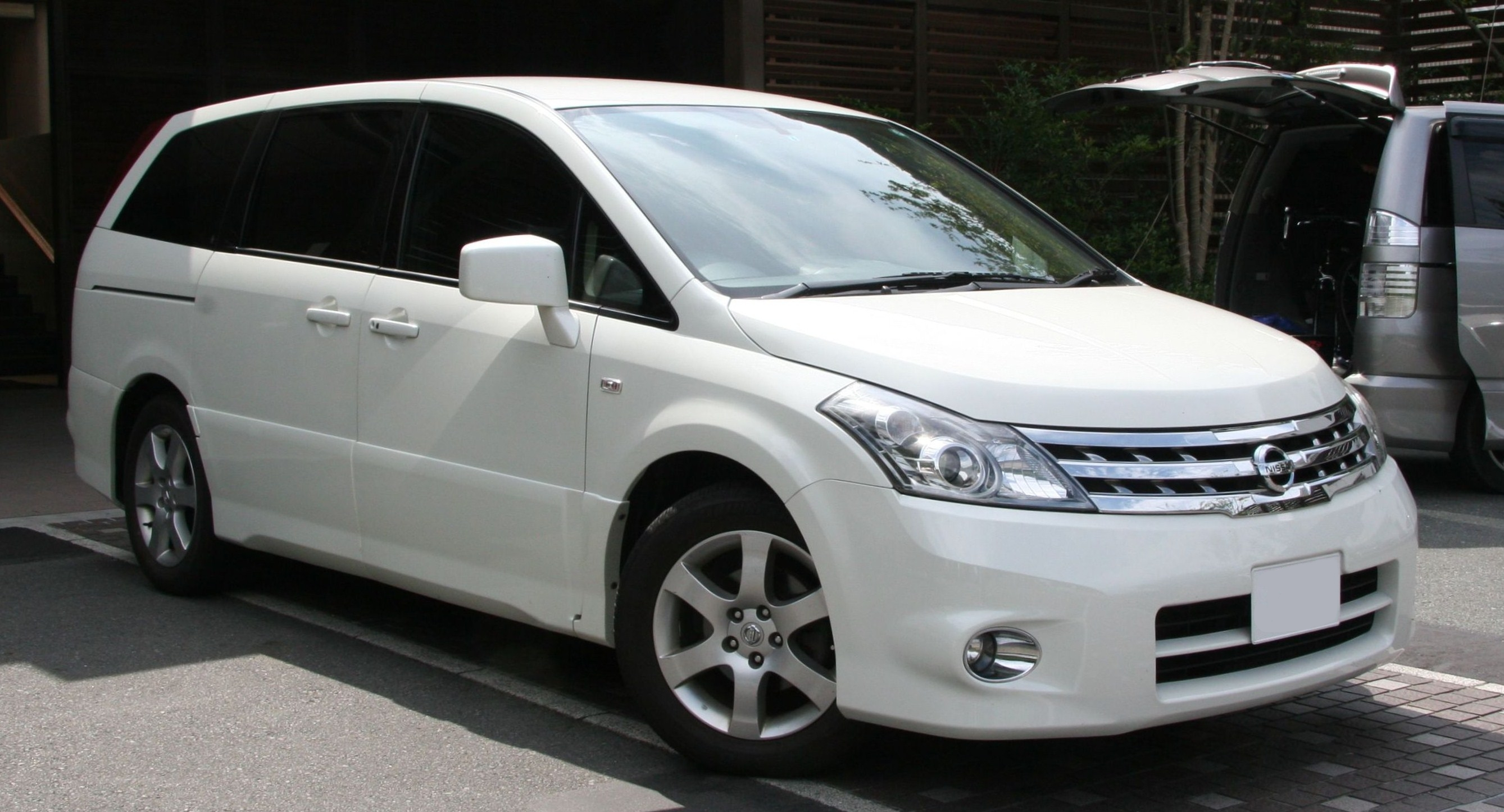
Faceliftmodell des Presage im sportlichen Trim Highway Star (2006–2009)
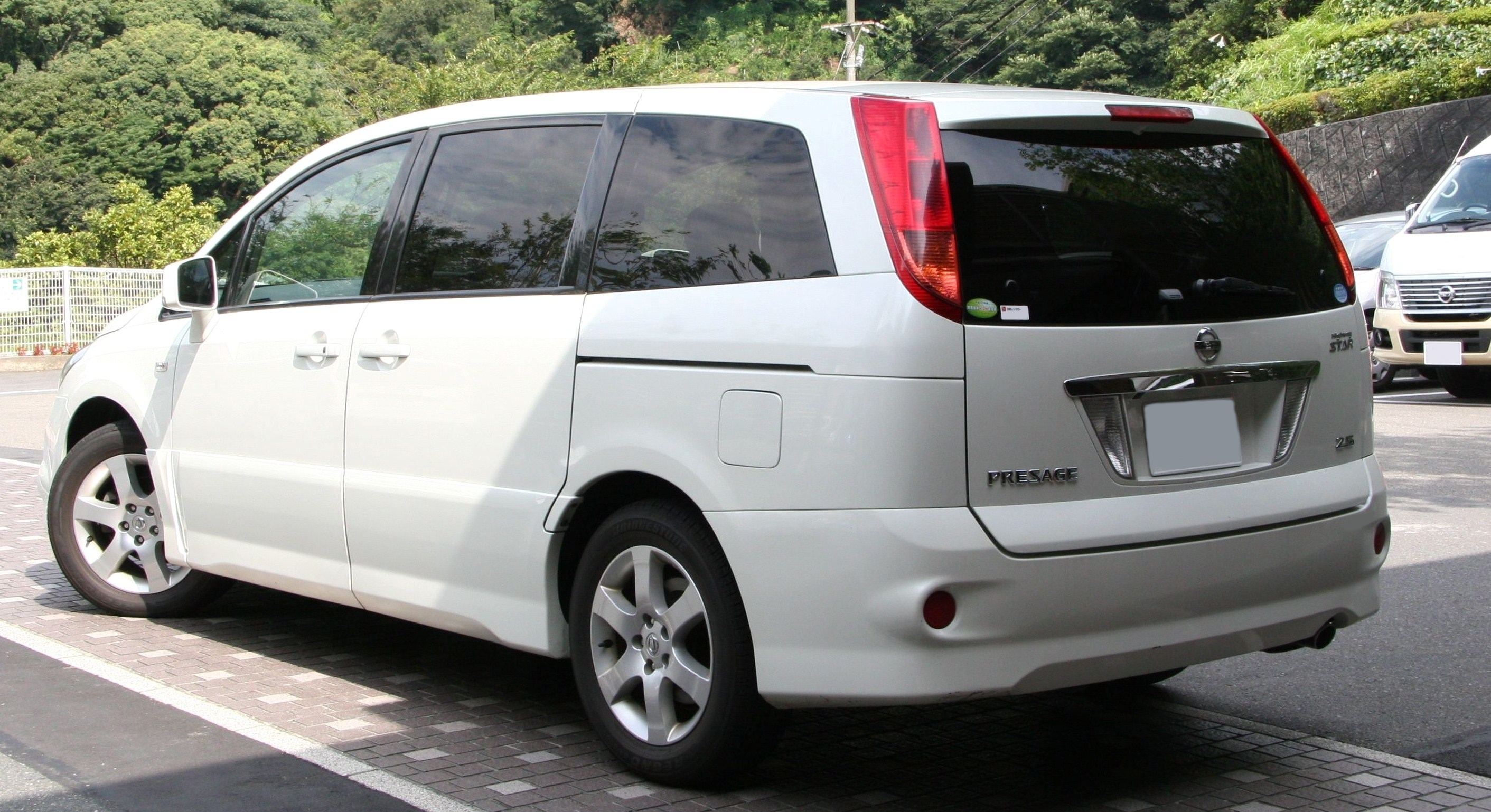
Heckansicht Faceliftmodell

| Nissan Presage U31                     | 250                                          | 350                                          |
| -------------------------------------- | -------------------------------------------- | -------------------------------------------- |
| Bauzeitraum:                           | 2003–2009                                    | 2003–2009                                    |
| Motor:                                 | 4-Zylinder-Ottomotor in Reihenbauweise       | 6-Zylinder-V-Ottomotor                       |
| Hubraum:                               | 2488 cm³                                     | 3498 cm³                                     |
| Motortyp:                              | QR25DE                                       | VQ35DE                                       |
| Bohrung × Hub:                         | 89,0 × 100,0 mm                              | 95,5 × 81,4 mm                               |
| Leistung bei 1/min:                    | 120 kW (163 PS) bei 5200                     | 170 kW (231 PS) bei 5600                     |
| Max. Drehmoment bei 1/min:             | 245 Nm bei 3600                              | 333 Nm bei 2800                              |
| Verdichtung:                           | 9,5:1                                        | 10,3:1                                       |
| Gemischaufbereitung:                   | Elektronische Einspritzung                   | Elektronische Einspritzung                   |
| Ventilsteuerung:                       | DOHC, 4 Ventile pro Zylinder                 | DOHC, 4 Ventile pro Zylinder                 |
| Kühlung:                               | Wasserkühlung                                | Wasserkühlung                                |
| Getriebe:                              | 4-Gang-Automatikgetriebe                     | stufenloses Automatikgetriebe                |
| Antrieb, serienmäßig:                  | Vorderradantrieb                             | Vorderradantrieb                             |
| Antrieb, optional:                     | Allradantrieb                                | Allradantrieb                                |
| Radaufhängung vorn:                    | Einzelradaufhängung                          | Einzelradaufhängung                          |
| Radaufhängung hinten:                  | Mehrlenker-Einzelradaufhängung               | Mehrlenker-Einzelradaufhängung               |
| Bremsen:                               | Scheibenbremsen rundum, Bremskraftverstärker | Scheibenbremsen rundum, Bremskraftverstärker |
| Lenkung:                               | Zahnstangenlenkung, servounterstützt         | Zahnstangenlenkung, servounterstützt         |
| Spurweite vorn/hinten:                 | 1550/1550–1555 mm                            | 1550/1550–1555 mm                            |
| Radstand:                              | 2900 mm                                      | 2900 mm                                      |
| Abmessungen:                           | 4840–4865 × 1800–1825 × 1685–1695 mm         | 4840–4865 × 1800–1825 × 1685–1695 mm         |
| Leergewicht:                           | 1690–1820 kg                                 | 1780–1860 kg                                 |
| Verbrauch (Liter/100 km, jap. Zyklus): | 9,1–9,8 N                                    | 11,0–11,2 S                                  |
| CO2-Emission (g/km):                   | 211–228                                      | 255–261                                      |